# Jimmy Reed Sings the Best of the Blues
Jimmy Reed Sings the Best of the Blues — студійний альбом американського блюзового музиканта Джиммі Ріда, випущений у 1963 році лейблом Vee-Jay.

## Опис
У 1963 році Джиммі Рід перезаписав низку різних блюзових стандартів, таких як «St. Louis Blues», «Trouble in Mind», «Wee Wee Baby», «How Long How Long Blues», «Five Long Years», «See See Rider» («C. C. Rider») і «Roll 'Em Pete», для альбому під назвою Jimmy Reed Sings the Best of the Blues (тобто, «Джиммі Рід співає найкраще з блюзу»). Рід записав ці пісні ніби свої, перезаписавши їх у власній манері, зі своїми ритмами, лінівим співом і високими соло на губній гармоніці.
Альбом включає 11 пісень, записаних на лейблі Vee-Jay з гітаристом Едді Тейлором та складом невідомих музикантів.

## Список композицій
1. «St. Louis Blues» (В. К. Генді) — 2:27
2. «Trouble In Mind» (Річард М. Джонс) — 2:36
3. «Wee Wee Baby Blues» (Піт Джонсон, Джо Тернер) — 2:22
4. «How Long How Long» (Лерой Карр) — 2:59
5. «See See Rider» (Ма Рейні) — 2:45
6. «Roll Em' Pete» (Піт Джонсон, Джо Тернер) — 2:49
7. «Outskirts of Town» (Енді Разаф, Вільям Велдон) — 3:23
8. «The Come Back» (Мемфіс Слім) — 3:08
9. «Cherry Red» (Піт Джонсон, Джо Тернер) — 2:50
10. «Worried Life Blues» (Біг Масео Меррівезер) — 2:19
11. «Five Long Years» (Едді Бойд) — 3:40

## Учасники запису
- Джиммі Рід — вокал, губна гармоніка, гітара
- Едді Тейлор — гітара

Технічний персонал
- Джордж С. Вайтмен — дизайн обкладинки